# Dysprosium(III)-iodid
Dysprosium(III)-iodid ist eine anorganische chemische Verbindung des Dysprosiums aus der Gruppe der Iodide.

## Gewinnung und Darstellung
Dysprosium(III)-iodid kann durch Reaktion von Dysprosium mit Iod gewonnen werden.
{\displaystyle \mathrm {2\ Dy+3\ I_{2}\longrightarrow 2\ DyI_{3}} }

## Eigenschaften
Dysprosium(III)-iodid ist ein hygroskopischer gelb-grüner schuppiger Feststoff, der löslich in Wasser ist. Er besitzt eine trigonale Kristallstruktur vom Bismut(III)-iodid-Typ mit der Raumgruppe R3 (Raumgruppen-Nr. 148).

## Verwendung
Dysprosium(III)-iodid wird in Gasentladungslampen zur Erzeugung weißen Lichts verwendet.